# 橋本正裕
橋本 正裕（はしもと まさひろ、1975年12月20日 - ）は、日本の政治家。茨城県境町長（3期）。元境町議会議員（4期）。

## 来歴
茨城県猿島郡境町出身。境町立境小学校、境町立境第一中学校、茨城県立古河第三高等学校卒業。1998年（平成10年）3月、芝浦工業大学工学部建築工学科卒業。2004年明治大学大学院ガバナンス研究科入学、2006年同大学院修了。
1999年（平成11年）、境町役場に奉職。
2003年（平成15年）に役場を退職し、境町議会議員補欠選挙に初当選。2011年（平成23年）、町議会議長に就任。35歳全国最年少議長だったという。議長を2年間務める。2013年（平成25年）、4期目の当選。町議時代は自民党員として活動した。
2014年（平成26年）2月の境町長選挙に無投票で初当選。3月3日、町長就任。
2018年（平成30年）、再選。
2022年（令和4年）、無投票で3選。

## 政策

### 自動運転バス定常運行
2019年11月、東北地方で行われていた自動運転バスの実証実験の記事をみつけ、実証実験の事業者にコンタクトを取り、定常運転の実現に向けた定規を開始し、翌年1月の町議会で予算が承認された。自動運転を導入する際には多額の資金が必要になるが、橋本の指揮によって、ふるさと納税や太陽光売電による収入で財源を確保していた。
2020年11月、自動運転の定常運行の出発式と試乗会が開催された際、「境町は鉄道の駅はなく、車がないと生活ができない。我々が挑戦するこの取り組みが地方の課題を解決するモデルケースになれば」と期待を述べる一方で、「目指しているのは、境町はずっと住み続けられる町だという安心感をもってもらうこと。自動運転バスはその手段のひとつにすぎない」と述べている。
自動運転バスの事業のみで採算はとれていないが、自動運転バスを目当ての観光客や自動運転バスの車検を地元の自動車整備工場が行うなどで地元に経済効果を生み出している。この経済効果について「全国に先駆けて自動運転バスを実用化したことで注目を集めているというPR効果も絶大だ。企業が本社機能を境町に移すという動きもある」と述べている。

### 町政の財政再建
境町は2014年（橋本の町長就任時）に4億6500万円あった地方債残高が、2020年には3393万円まで減少している。また町の貯金は平成26年に約7億円だったものが2020年には32億5千万円にまで増加した。これはふるさと納税（2014年に3257万円が2020年は38億7828万円）による収入増等、収入を増やす施策が成功したことが大きな要因となっている。コストカットに関しても、公用車を中古車に変更、電力会社の見直し、水道事業の見直しなど、財政面の立て直しが効果を上げた。これにより、小中学校給食の半額補助、最大3万円のおむつ・粉ミルク代の補助、予防接種の補助、20歳までの医療無料化などが実現した。

### ふるさと納税
町長就任前は、境町に寄せられるふるさと納税は少額だったが、2019年度には30億円に上り、関東地方で1位になり、その後3年連続の1位を記録している。
全国で初めてふるさと納税の返礼品として食事券を採用した。
企業が自治体を応援する寄付制度「企業版ふるさと納税」では、平成28年度は全国第1位となり、翌年以降平成29年から令和元年まで連続して全国第3位を記録している。橋本は内閣府が主催した「企業版ふるさと納税に係る大臣表彰」にて、受賞した事業例を紹介する際に、「財政の立て直しを図る中、境町の収入を増やす施策に転じる柱になったのが企業版ふるさと納税」と述べている。

### 防犯対策
民間企業と協力して防犯カメラの設置表示板を取り付ける協定を締結した。橋本は協定締約式で、「監視中の表示板を交差点に付けることで犯罪の抑止力になる。無償で付けていただけることは大変ありがたい」と述べている。

### スポーツ振興
自転車競技BMXの国内初の常設設備が完成に際して、「BMXは五輪で注目されており、ここから世界で活躍する子どもたちが飛び出していけばいい」と期待を述べている。また施設に対しては全日本フリースタイルBMX連盟の理事長は「世界トップクラス」と評価している。
2021年12月に創設された「スポーツ・健康まちづくり」表彰制度で、境町は優良自治体に選ばれた。卓球の東京五輪代表の水谷準氏が町役場を表敬訪問した際に、橋本は「スポーツする子供たちを応援し、後押しできる町にしたい」と語っている。

### 国際交流
境町は2018年9月に友好都市協定をホノルル市と締結した。そして2021年には新たに姉妹都市協定を締結した。この姉妹都市協定の締結に際し、「特に教育の分野で子どもたち同士が交流できるといい」と語り、また「形だけの姉妹都市ではなく、人と人との本当の交流をやっていきたい。これから新しい姉妹都市の形を作っていきたい」と語った。

### 過疎防止対策
境町が「鉄道空白地帯」であることについて、「駅がない自治体はそれだけで過疎になっていく」と危機感を露わにしている。その過疎を食い止める為に、教育を柱に据え、移住者を呼び込む戦略だった。橋本は「境町に住めば英語が話せるようになる、とすれば人口に歯止めがかかる」と述べている。実際に効果が現れ、18年度には前年度比で166人減だった境町の人口が21年度には前年度比で4人減に改善した。